# Oznanjenski most
Oznanjenjski most (Благовещенский мост – Blagoveščenski most; od 1855 do 1918 Николаевский мост, Nikolajevski most; od 1918 do 2007 imenovan most poročnika Schmidta, Мост Лейтенанта Шмидта) je prvi stalni most, zgrajen čez reko Nevo v Sankt Peterburgu. Leta 1990 so ograje, luči in paviljoni mostu vključeni na seznam kulturne dediščine Rusije regionalnega pomena in so pod zaščito države. .

## Lokacija
Most povezuje Trezzinijev trg, Universitetno nabrežje in Nabrežje poročnika Schmidta (desni breg) s Trgom dela in Anglško promenado (levi breg).
Palačni most stoji gorvodno, nov Novo-Admiralteiski most s poševnimi zategami za ladijski plovni promet (v Nevskem zalivu) pa je dolvodno. Povodje med Finskim zalivom in Veliko Nevk poteka vzdolž osi mostu.

## Imena
Projektantsko ime mostu je bilo Nevski most. Most, ki so ga odprli 21. novembra 1850, je Blagovesščenski (Oznanjenjski most), poimenovan po Blagovesščenskem trgu, ki je na levem bregu in cerkvi Marijinega oznanjenja za konjerejski polk (porušena leta 1929). Po smrti Nikolaja I. leta 1855 so most začeli imenovati Nikolajev. 17. novembra 1918 so most preimenovali v most poročnika Schmidta, v spomin na voditelja vstaje P. P. Schmidta na križarki Očakov leta 1905. 14. avgusta 2007 je bilo mostu vrnjeno ime Blagoveščenski most.

## Zgodovina
Leta 1727 je bil zgrajen začasni most na lokaciji sodobnega mostu. Kraj je izbral Menšikov, katerega palača je na nasprotnem bregu. Ta most, ki so ga poimenovali Isakievski, je obstajal, dokler ni bil zgrajen sedanji most, takrat so ga premestili na lokacijo, kjer je danes Palačni most.
Most je bil zgrajen v letih 1843-1850. Zasnoval ga je Stanisłav Kierbedź, poljski inženir, ki je deloval v Rusiji. Pri opremi je sodeloval arhitekt Aleksander Brullov. Zasnova je bila litoželezni most z dvojnimi vzporednimi vrtečimi odseki na njegovem severnem koncu. Takrat je bil to najdaljši most v Evropi. Po legendi je ruski car Nikolaj I. obljubil Kierbedžu, da bo napredoval za vsak izveden razpon. Ko je bil most dokončan z osmimi razponi, je Kierbedź napredoval v čin generala, toda dejansko, ko je začel gradnjo, je že imel čin podpolkovnika.
Most so uradno odprli 12. novembra 1850. Ker je bil blizu Blagovesščenskega (Oznanjenjskega) trga, so ga poimenovali Blagoveščenski most. Leta 1855 so ga preimenovali v Nikolajevski most v spomin na carja Nikolaja I. Leta 1918 so ga po revoluciji znova preimenovali, tokrat v spomin na Pjotra Schmidta, vodjo Sevastopolske vstaje med rusko revolucijo 1905.
Leta 2006 se je začela obnova mostu. Ker bi bil promet zaprt več kot leto dni, je bil med septembrom 2005 in majem 2006 zgrajen začasni most. Med rekonstrukcijo se je ves promet, peš in motorni, premikal čez začasni most. Maja 2006 je bil most poročnika Schmidta zaprt za promet in začelo se je z demontažo razponov, nato pa še nosilcev mostu. Obnova je bila končana 15. avgusta 2007, nekaj več kot dve leti po začetku del. Med rekonstrukcijo je bil krov razširjen s 24 m na 37 m.
Po obnovi so most preimenovali v Blagoveščenski most.
- Nikolajevski most; vidno je premično vrtljivo polje
- Most poročnika Schmidta (fotografija iz leta 2005)
- Dvižni razpon sedanjega mostu

## Konstrukcija
Gradnja [uredi | uredi kodo]
Most ima osem razponov, od tega sedem prekrivajo jeklene konstrukcije, osmi pa je dvokrilen, dvižni most na sredi reke. Most je dolg 331 m in širok 37 m. Skupna teža kovinskih konstrukcij je 4360 t.
Stacionarni razmiki rekonstruiranega mostu so dva tri-razponska neprekinjena sistema po shemi 37,6 + 41,3 + 47,1 m. Vsak razpon je sestavljen iz 4 glavnih nosilcev stene spremenljive višine, stiliziranih kot rešetka s prečno rešetko. Glavne rešetke so varjene iz nizko legiranega konstrukcijskega jekla. Pravokotni zgornji pas in zakrivljen spodnji pas imata zaprt del škatle. Glavni strešniki se nad glavo povezujejo z ortotropsko ploščo vozišča, na dnu pa se stojniki povezujejo z distančniki.
Dvižni razpon je dvokrilni spustni sistem. Njegova dolžina je 51,2 m. Najvišji predviden kot odpiranja krila je 72 °. Mehanizem ožičenja so hidravlični priključki. Vsako krilo premične razponske konstrukcije je sestavljeno iz 4 glavnih nosilcev s steno spremenljive višine, stiliziranih kot rešetke s križno rešetko. Tramovi so med seboj povezani z ortotropsko ploščo cestišča in prečnimi povezavami.